# Laura Mora Ortega
Laura Mora Ortega   (Medellín, 28 de febrer de 1981) és una directora de cinema i guionista colombiana, reconeguda pel seu llargmetratge de 2017 Matar a Jesús, per haver guanyat la Conquilla d'Or en la 70a edició del Festival Internacional de Cinema de Sant Sebastià, amb Los reyes del mundo.

## Carrera
Va néixer a Medellín i va realitzar els seus estudis de batxillerat al col·legi Alemany de la mateixa ciutat. Va cursar els seus estudis superiors de producció i direcció de cinema en la universitat RMIT a Melbourne Austràlia.
Matar a Jesús és l'òpera prima de Mora. Va ser estrenada el 2017 a les sales de cinema de Colòmbia. La cinta va aconseguir una gran quantitat de guardons a nivell nacional i internacional, dels quals destaquen el premi EGEDA al Festival de Cinema de Cartagena, el premi del jurat a millor òpera prima i el premi Casa de les Amèriques al Festival Internacional del Nou Cinema Llatinoamericà de l'Havana, el premi Eroski de la Joventut al Festival de Sant Sebastià i el premi Roger Ebert al Festival de Cinema de Chicago.

## Filmografia
| Any  | Pel·lícula          |
| ---- | ------------------- |
| 2006 | Brotherhood         |
| 2015 | Antes del fuego     |
| 2017 | Matar a Jesús       |
| 2022 | Los reyes del mundo |

## Televisió
| Any  | Sèrie                                  |
| ---- | -------------------------------------- |
| 2012 | Pablo Escobar: El Patrón del Mal       |
| 2020 | El robo del siglo (sèrie de televisió) |

## Premis i reconeixements
- Conquilla d'Or de la 70 edició del Festival de Sant Sebastià, màxim guardó del Zinemaldia. (2022)[7]